# Xavier Llimona i Pagès
Xavier Llimona i Pagès (Barcelona, 1 de febrer de 1943) és un biòleg català. Estudià al Liceu francès de Barcelona. El 1965 es llicencià en biologia en la Universitat de Barcelona, en la que des de 1965 n'ha estat vinculat com a professor. De 1977 a 1982 fou catedràtic de la Universitat de Múrcia i des de 1982 catedràtic de botànica a la Universitat de Barcelona.
Ha publicat més de cent seixanta treballs, principalment sobre líquens i fongs mediterranis. Ha estat impulsor dels estudis de criptogàmia als Països Catalans i redactat la part corresponent a aquesta en els volums 4 i 5 de la Història natural dels Països Catalans, pels que ha rebut el Premi Prat de la Riba de l'Institut d'Estudis Catalans.
Ha estat president de la Institució Catalana d'Història Natural i de la Societat Catalana de Micologia. També és membre de la Societat Espanyola de Liquenologia, del consell de redacció de la Revista Catalana de Micologia i del consell assessor d'altres periòdics de micologia. És membre de l'Institut d'Estudis Catalans i de la Reial Acadèmia de Ciències i Arts de Barcelona (des de 2009). El 2004 ha estat guardonat amb la medalla de plata de l'Optima i el 2006 amb la Medalla Narcís Monturiol al mèrit científic i tecnològic de la Generalitat de Catalunya.
La comunitat científica li ha dedicat diverses espècies, entre elles: la Xanthopsorella llimonae i la Llimoniella scabridula.
Ha impulsat els estudis sobre criptogàmia, i ha coordinat i redactat els volums 4 i 5 de la Història Natural dels Països Catalans. Pel primer d'aquests se li ha atorgat el Premi Prat de la Riba de l'Institut d’Estudis Catalans.

## Obres
- Hongos de España y de Europa (2000)
- Bolets dels Països Catalans i Europa (2000) amb Gehrard Ewalt i Jordi Garcia Vila.